# Hubert Beuve-Méry
Hubert Beuve-Méry (París, 5 de enero de 1902– Fontainebleau, 6 de agosto de 1989) fue un periodista y editor de periódicos francés. Antes de la Segunda Guerra Mundial, se lo asociaba con el régimen  de Vichy hasta diciembre de 1942, cuando se unió a la Resistencia. En 1944, fundó Le Monde a petición de Charles de Gaulle. Subsecuentemente a la liberación de Francia, Beuve-Méry construyó Le Monde sobre las ruinas de  Le Temps, usando sus oficinas, imprentas, estilo gráfico y aquellos miembros del personal que no habían colaborado con los alemanes.

## Biografía
Se retiró de la edición de periódicos en 1969, pero mantuvo una oficina en el edificio de Le Monde hasta su muerte, a la edad de 87 años, en su casa de Fontainebleau, cerca de París.
En 2000, fue nombrado como Héroe Mundial de la Libertad de Prensa por la organización con sede en Viena, International Press Institute.